# Rafael Cardozo
Rafael Oliveira Cardoso Nascimento (Brasilia, 10 de diciembre de 1983), conocido como Rafael Cardozo, es una personalidad de televisión y empresario brasileño. Alcanzó reconocimiento por participar en programas de telerrealidad en Perú como Esto es guerra, Reto de campeones y Combate, además de haber presentado diferentes programas en dicho país.

## Biografía
Rafael Oliveira Cardoso Nascimento nació el 10 de diciembre de 1983 en Brasilia, Brasil.

### Inicios de carrera
Comenzó su carrera como bailarín del grupo musical de axé Porto Seguro a inicios de los 2000, en el cual viajó por primera vez a Perú dentro de una gira internacional con el conjunto. Tras quedarse en dicho país, fue incluido al elenco del programa concurso Camino a la fama en 2003 y posteriormente, en el otro formato Habacilar. Pero fue hasta el año 2011, cuando regresaría a Perú, quedándose en forma definitiva, tras ser amenazado de muerte al haber matado a un asesino que atentó contra su vida en su país natal.

### Popularidad
Al año siguiente, retoma su faceta televisiva como parte del staff de modelos del reality show Esto es guerra, inicialmente como parte de la secuencia del programa Dos para la siete, bajo el seudónimo de «Rafael Pão de Azúcar», volviendo al formato en el rol de competidor, consolidándose por varias temporadas consecutivas;incluyendo su incorporación como presentador interino a partir de 2024, en reemplazo de Renzo Schuller.
Adicionando, fue participante de los programas derivados Reto de campeones (2016) y Combate (2016-2017). Condujo con el actor Nicola Porcella, el reality web deportivo La Liga, cuya sinopsis habla sobre temas relacionados con el fútbol, en 2014.
A lo paralelo, Cardozo elaboró la canción «Besito en la boca» en 2012 como tema principal de la secuencia de Esto es guerra del mismo nombre, y «Chica loca» en 2014, contando con la colaboración de la discoteca X-Bio, y la participación de su entonces pareja sentimental Carol «Cachaza» Reali, Nicole Faverón y Sheyla Rojas como modelos. En el año 2015, fue parte del elenco del programa cómico-juvenil Versus espectacular con otras figuras del medio local y fue conductor interino del magacín semanal Estás en todas durante finales de los años 2010.
Debutó en la conducción con el reality show Verano extremo por el canal Latina en 2016, al lado de Carlos «Tomate» Barraza, y participó como participante invitado del programa del mismo canal El valor de la verdad ese año. Más tarde, se incluiría al show radial El búnker por la emisora Onda Cero volviendo a trabajar con Porcella, y posteriormente Yaco Eskenazi, durante el periodo 2016-2018; volviendo por un tiempo limitado en 2022 hasta finales del año siguiente, siendo reemplazado por el cantante Jota Benz. Seguidamente, fue conductor del formato peruano Yo soy Kids en 2021 y participó en el reparto principal del programa Emprendedor, pónte las pilas al año siguiente.Cardozo tuvo una breve participación en el espacio concurso Sábados en familia en 2023.
Como empresario, es dueño de la compañía La Liga Perú, donde se encarga en realizar diferentes torneos de fútbol a nivel nacional, además de la creación de su campeonato Kings League, fundado con el futbolista Carlos Zambrano. Gracias a ello, en el año 2024, fue incluido en la coconducción del noticiero deportivo Futmax League, cuya sinopsis está relacionado en la narrar acontecimientos dentro del campeonato, contando con la presencia de Christian Cueva como comentarista.

## Créditos

### Programas de televisión
- Camino a la fama (2003), parte del elenco.
- Habacilar (2006), modelo.
- Dos para las siete (2012), modelo.
- Esto es guerra (2012-2015; 2017-2020; 2022; 2023), competidor; y (desde 2024), presentador interino.
- Gisela, el gran show (2014), participante de la secuencia Mi hombre puede.[24]
- Verano extremo (2016), presentador.
- Reto de campeones (2016), competidor.
- Combate (2016-2017), competidor.
- Estás en todas (2018-2019), presentador interino.
- Yo soy: Nueva generación (2021), copresentador.[18]
- Emprendedor pónte las pilas (2022), copresentador.
- Sábados en familia (2023), participante invitado.
- América hoy (2023), invitado.
- Futmax League (desde 2024), copresentador.

### Series de televisión
- Al fondo hay sitio (2024), como Joel Gonzales (versión imaginativa de Anastasia Duyperón y Francesca Maldini).

### Radio
- El búnker (2016-2018; 2022-2023), locutor y presentador, por Onda Cero.[6]

### Programas web
- La Liga (2014), presentador.

## Discografía

### Sencillos
- 2012: Besito en la boca
- 2014: Chica loca[25]